# Loren Gray
Pour les articles homonymes, voir Gray.
Loren Gray Beech, née le 19 avril 2002, est une influenceuse,  chanteuse, vidéaste et femme d'affaires américaine.

## Biographie
Loren Gray rejoint Musical.ly en 2015 où elle devient populaire. Elle a également plus de 3,5 millions d'abonnés sur YouTube.
En tant que chanteuse, elle travaille pour le label Virgin Records,.
Loren Gray rejoint musical.ly (devenu TikTok) en 2015,. Après avoir gagné un grand nombre d'abonnés sur musical.ly, elle est victime d'intimidation à l'école et doit recourir à l'enseignement à distance. Elle déménage de sa ville d'origine, Pottstown  à Los Angeles en Californie, et développe ses autres plateformes de médias sociaux. À seize ans elle sort son premier titre musical, My story  chez Capitol Records.
À ses débuts elle est mal conseillée et décide de voler de ses propres ailes par la suite. Elle se tourne vers la musique et est listée par Forbes parmi les personnalités fortunées à l'âge de dix huit ans. Selon ce magazine économique, une partie de son succès est due au fait qu'elle n'essaie pas de vendre quoi que ce soit à ses fans, se concentrant sur sa musique.
Elle signe un accord avec Virgin Records en 2018 et sort ensuite huit singles en deux ans. Elle représente la maison Revlon.
Son single Anti-Everything obtient 46 millions d'écoutes sur Spotify, et son single Cake obtient rapidement un million de vues sur Youtube. Elle enregistre ses singles chez elle, loin des studios d'enregistrement.
Jusqu'en mars 2020 elle a le compte TikTok le plus suivi de la plateforme, étant dépassée ensuite par Charli D’Amelio, Addison Rae et Zach King. En juin 2020 elle serait la quatrième personne la mieux payée de la plateforme avec des revenus sur une année de 2,6 millions de dollars.
En 2020, elle est suivie par plus de 50 millions d'abonnés sur Tiktok, 20,8 millions sur Instagram et 3,9 millions de fans sur YouTube.
Elle réalise des vidéos courtes publiées sur les réseaux mais souhaite être davantage qu'une « jolie fille ». En 2020, elle confie avoir été victime d'un abus sexuel à l'âge de douze ans sur les réseaux sociaux,.

## Discographie

### Album
- 2023 : Guilty

### Singles
- 2018 : My Story
- 2018 : Kick You Out
- 2018 : Queen
- 2019 : Options
- 2019 : Lie Like That
- 2019 : Can't Do It (feat. Saweetie)
- 2020 : Cake
- 2023 : Guilty
- 2023 : Never Be Perfect
- 2023 : Breadcrumbs (feat. Hayes Warner)

### Collaborations
- 2019 : Anti-Everything de Lost Kings (en) sur l'album Paper Crowns

### Caméos dans des clips vidéos
- 2023 : Beauty & The Beast / Moment / Are You Happy de Grace Gaustad